# Marshawn Powell
Marshawn Powell, né le 5 janvier 1990, à Newport News, en Virginie, est un joueur américain de basket-ball. Il évolue au poste d'ailier fort.